# Старая Гута (Новоушицкий район)
Старая Гута (укр. Стара Гута) — село в Новоушицком районе Хмельницкой области Украины.
Население по переписи 2001 года составляло 278 человек. Почтовый индекс — 32638. Телефонный код — 3847. Занимает площадь 1,111 км². Код КОАТУУ — 6823389004.

## Местный совет
32636, Хмельницкая обл., Новоушицкий р-н, с. Ставчаны